# Jan Golejowski
Jan Golejowski (Golejewski) herbu Kościesza – podstarosta halicki w latach 1768–1773, chorąży kołomyjski w latach 1765–1773, stolnik halicki w latach 1764–1765, podstoli trembowelski w latach 1754–1764, regent ziemski lwowski w latach 1748–1765, cześnik buski w 1754.

## Życiorys
Wybrany sędzią kapturowym ziemi halickiej w 1764 roku. Był posłem ziemi halickiej na sejm konwokacyjny (1764). Był członkiem konfederacji generalnej 1764 roku. W 1764 roku wyznaczony przez konfederację do lustracji dóbr królewskich i innych dóbr w ziemi halickiej, w powiatach kołomyjskim i trembowelskim województwa ruskiego.